# 西庶路駅
西庶路駅（にししょろえき）は、北海道白糠郡白糠町西庶路西1条南3丁目にある北海道旅客鉄道（JR北海道）根室本線の駅である。事務管理コードは▲110433。駅番号はK48。

## 歴史

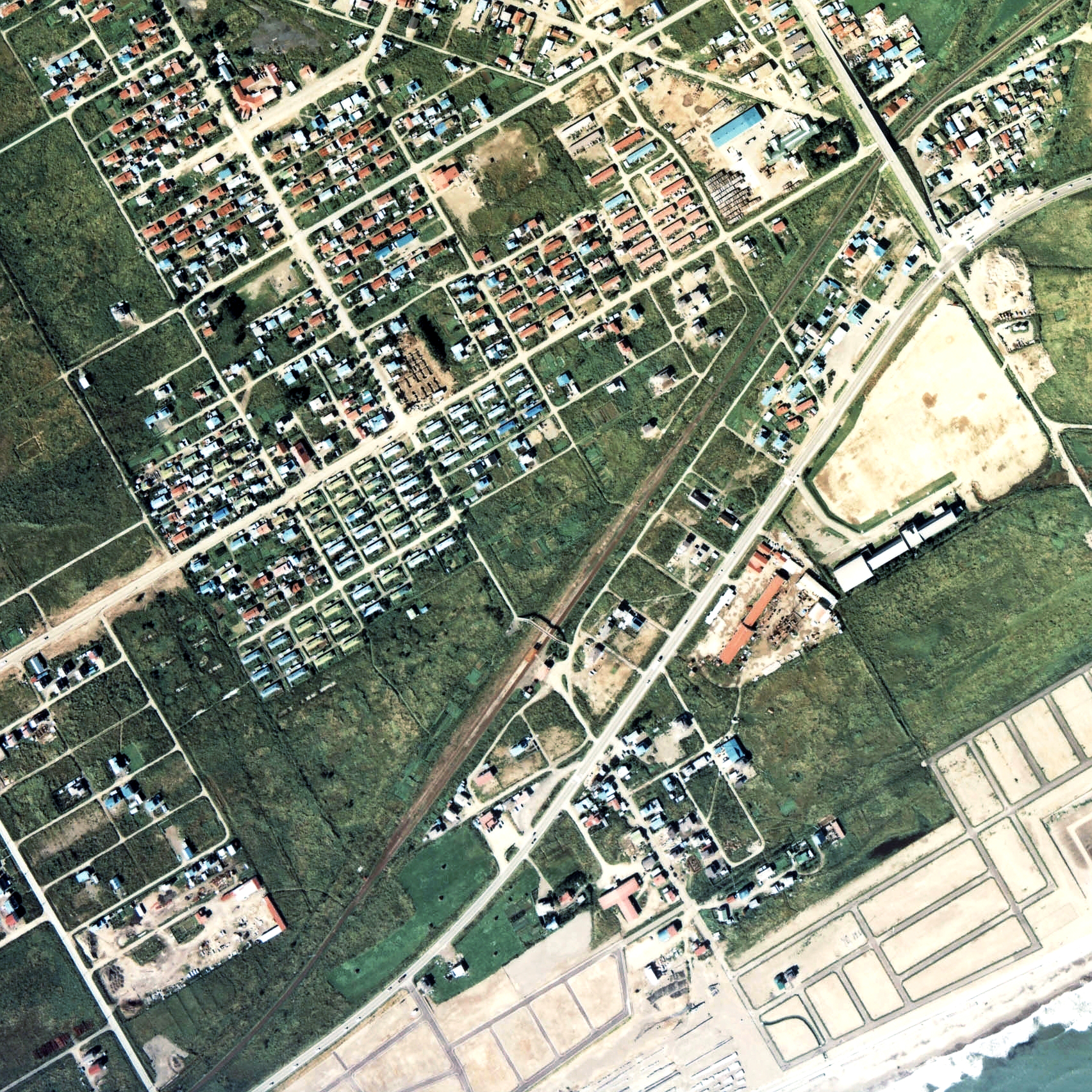
1977年の西庶路駅と周囲約1km範囲。右上が根室方面。

1941年 - 1964年までの期間、明治鉱業庶路専用線（西庶路 - 庶路鉱間）が伸びていたが、両炭鉱の閉山とともに廃止された。

### 年表
- 1941年（昭和16年）
  - 3月28日：国有鉄道の西庶路信号場として開業[1]。
  - 4月9日：専用線発着貨物取扱い開始。
- 1951年（昭和26年）4月1日：西庶路仮乗降場（局設定）として旅客取扱い開始[1]。
- 1952年（昭和27年）3月5日：駅に昇格し、西庶路駅となる（一般駅、ただし車扱貨物は専用線発着に限る）[4]。
- 1969年（昭和44年）8月1日：貨物取扱い廃止[1]。
- 1971年（昭和46年）10月2日：業務委託駅化。
- 1984年（昭和59年）
  - 2月1日：荷物扱い廃止[1]。
  - 12月1日：駅員無配置駅となる[5][6]。ただし、国鉄職員による乗車券の販売を3月31日まで継続[7]。
- 1985年（昭和60年）5月1日：白糠町への簡易委託により乗車券発売再開[7]。
- 1987年（昭和62年）4月1日：国鉄分割民営化により、北海道旅客鉄道（JR北海道）の駅となる[1]。
- 1996年（平成8年）度：石勝線・根室線高速化工事に伴い同年度に構内改良[8]。
- 2005年（平成17年）7月29日：委託営業終了・無人化。

### 駅名の由来
庶路地域の西方に所在することに由来する。

## 駅構造
- 1面2線の島式ホームの地上駅。どちらの線路も上下とも使用可能であるが、現在は駅舎側1番線が上り、2番線が下りとなっている。ホーム上に列車接近案内がある。ホーム間の移動は屋根なし跨線橋を使用する。
- かつては簡易委託駅であったが、現在は釧路駅管理の無人駅となっている。

### のりば
| 番線 | 路線      | 方向 | 行先           |
| ---- | --------- | ---- | -------------- |
| 1    | ■根室本線 | 上り | 帯広・新得方面 |
| 2    | ■根室本線 | 下り | 釧路方面       |

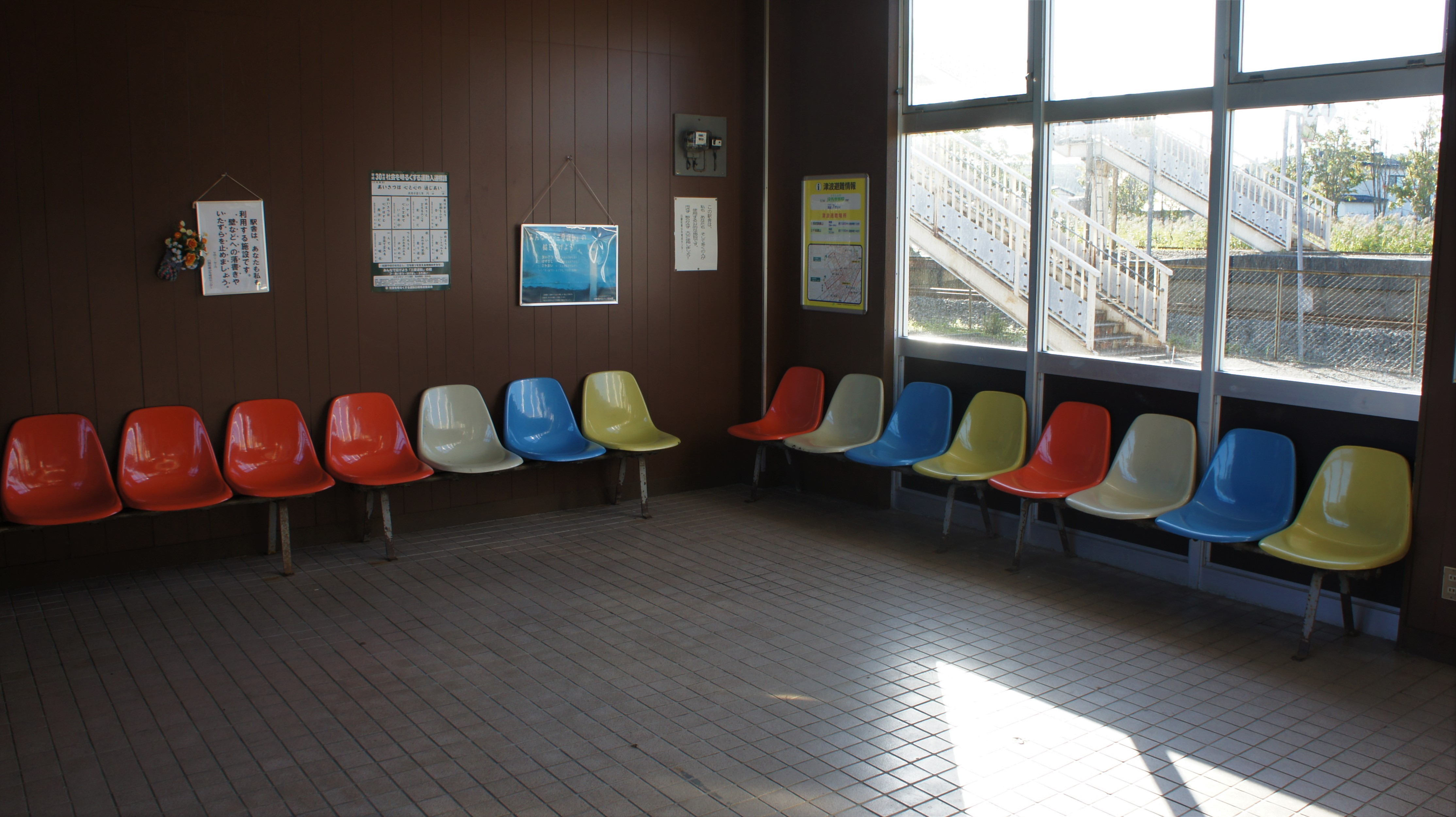
待合室（2018年9月）
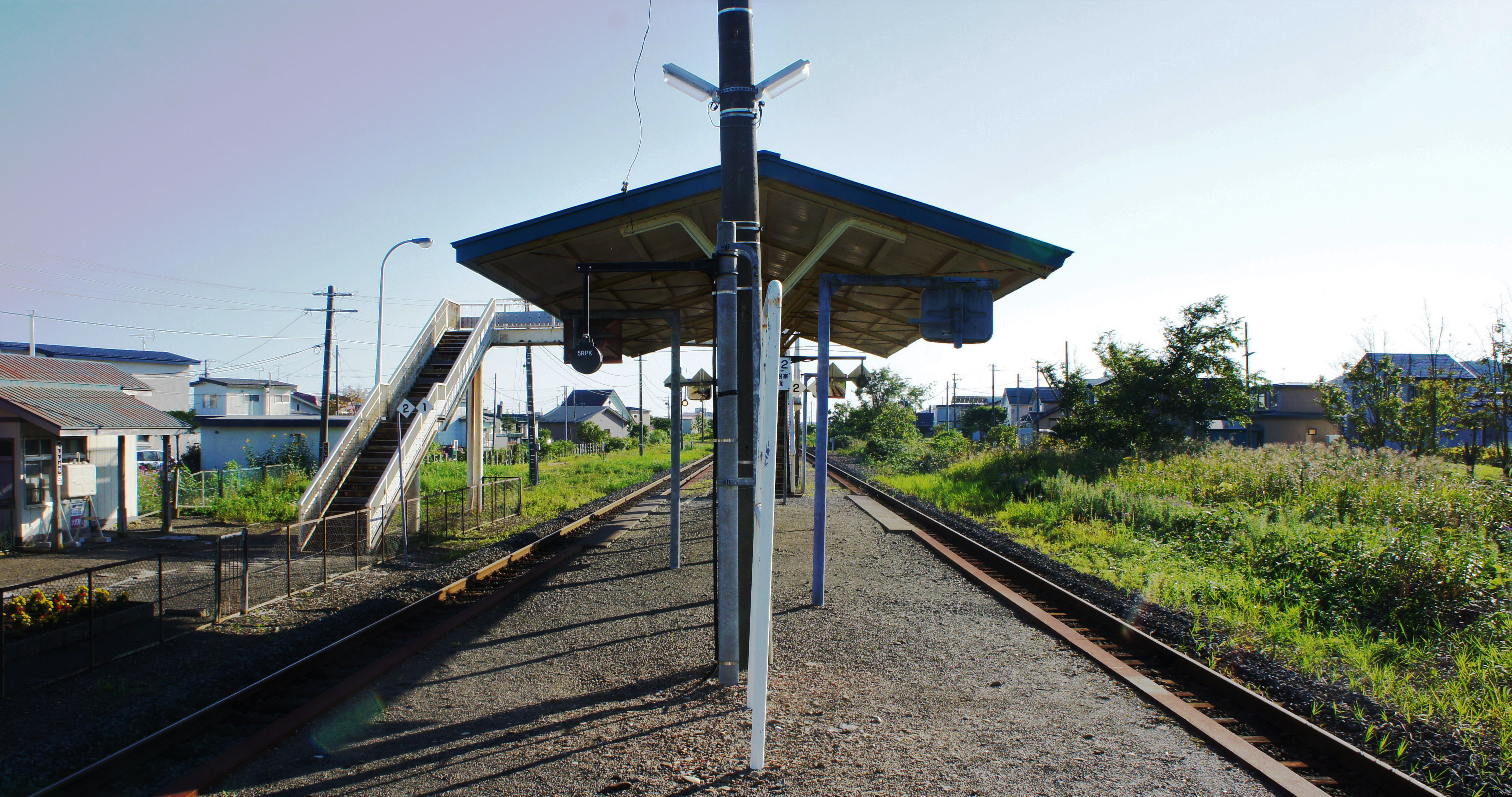
ホーム（2018年9月）
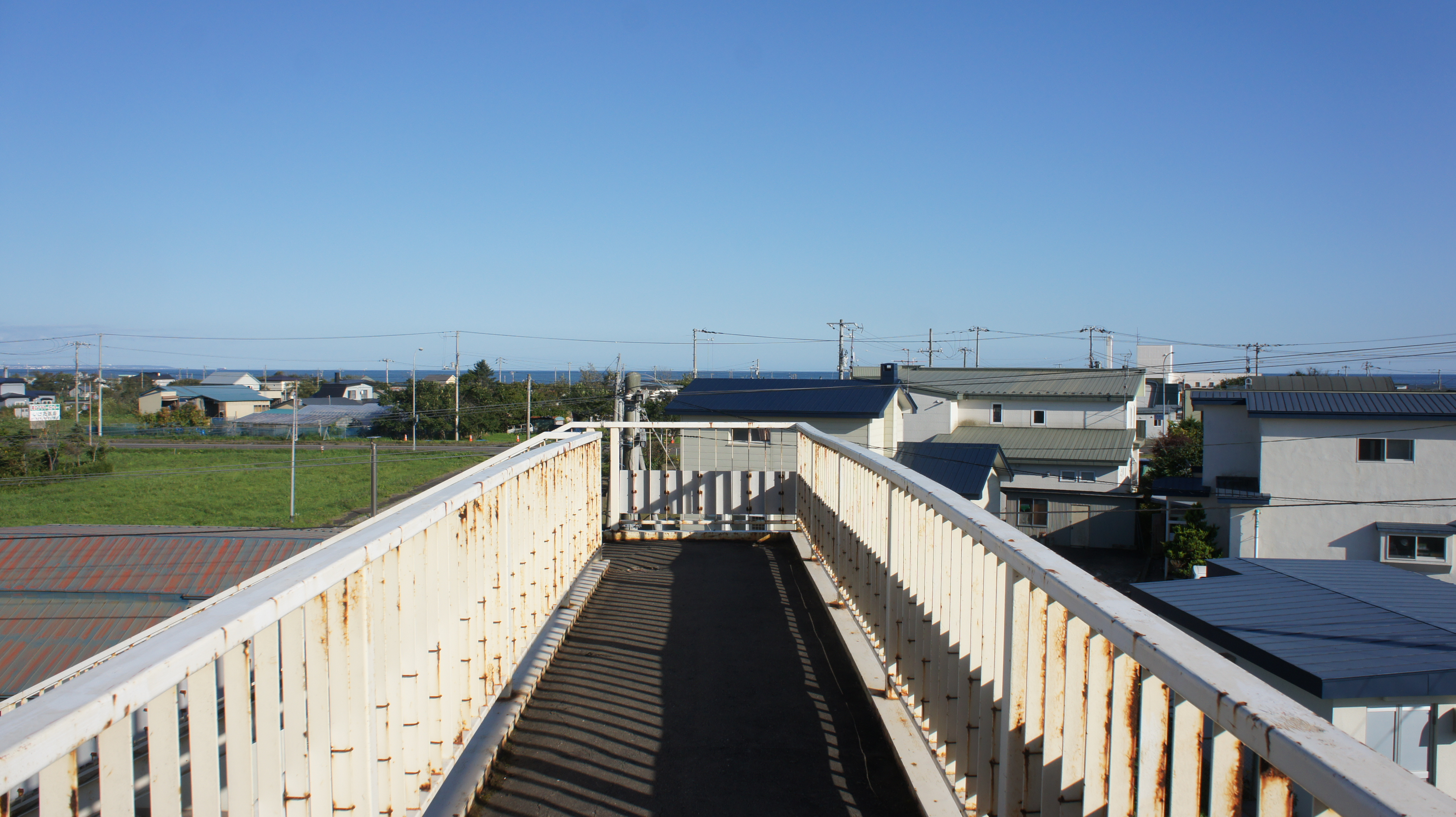
跨線橋（2018年9月）

## 利用状況
1日の平均乗降人員は以下の通りである。
| 乗降人員推移 | 乗降人員推移 |
| 年度         | 1日平均人数  |
| ------------ | ------------ |
| 2011         | 48           |
| 2012         | 56           |
| 2013         | 40           |
| 2014         | 40           |

## 駅周辺
白糠町の中でも大きな集落で、隣の庶路駅周辺よりも住宅が多く、小中学校等の公共施設も近辺にある。
- 国道38号
- 北海道道242号上庶路庶路停車場線
- 庶路川
- 白糠町役場庶路支所
- 釧路警察署西庶路駐在所
- 西庶路郵便局
- 白糠町下水管理センター
- くしろバス「西庶路駅前」停留所[10]

## 隣の駅
北海道旅客鉄道（JR北海道）
■根室本線
白糠駅 (K47) - 西庶路駅 (K48) - 庶路駅 (K49)

## バス路線
(南側)
・白糠高校、大楽毛駅前、市民病院(釧路市)、釧路駅前へバス路線が伸びている。 [くしろバス]
(北側)
・白糠町営バス 清和園/白糠高校、庶路駅へ